# سلوك تنظيمي
السلوك التنظيمي هو دراسة السلوك البشري كفرد ضمن منظمة، وذلك من حيث المشاعر والأفكار والاعتبارات والتعامل مع الأشخاص الآخرين فيها.

## المنهج السلوكي
المنهج السلوكي (Behavioral Approach) أحد أهم المناهج الإدارية، ظهر كردة فعل على نظريات المنهج الكلاسيكي في الإدارة، فقد انتقد هذا المنهج التركيز على الحافز الاقتصادي في المنهج الكلاسيكي عامة.
وكمنهج إداري فقد اهتم المنهج السلوكي بضرورة خلق علاقات إنسانية جيدة وحالة رضا عالية بين الأفراد في المؤسسة، كذلك توازن بين تحقيق أهداف الإدارة وتحقيق رغبات الأفراد، وعلى رأسها الحاجات الاجتماعية والنفسية التي يمكن تحفيزهم من خلال تحقيقها.
أهم روّاده التون مايو من خلال مصانع هوثرون الشهيرة

## اقرأ أيضاً
- علم الإدارة
- التقييم الاقتصادي للوقت